# Grajewo (stad)
Grajewo is een stad in het Poolse woiwodschap Podlachië, gelegen in de powiat Grajewski. De oppervlakte bedraagt 18,93 km², het inwonertal 23.302 (2006).

## Verkeer en vervoer
- Station Grajewo